# Jeferson de Araujo de Carvalho

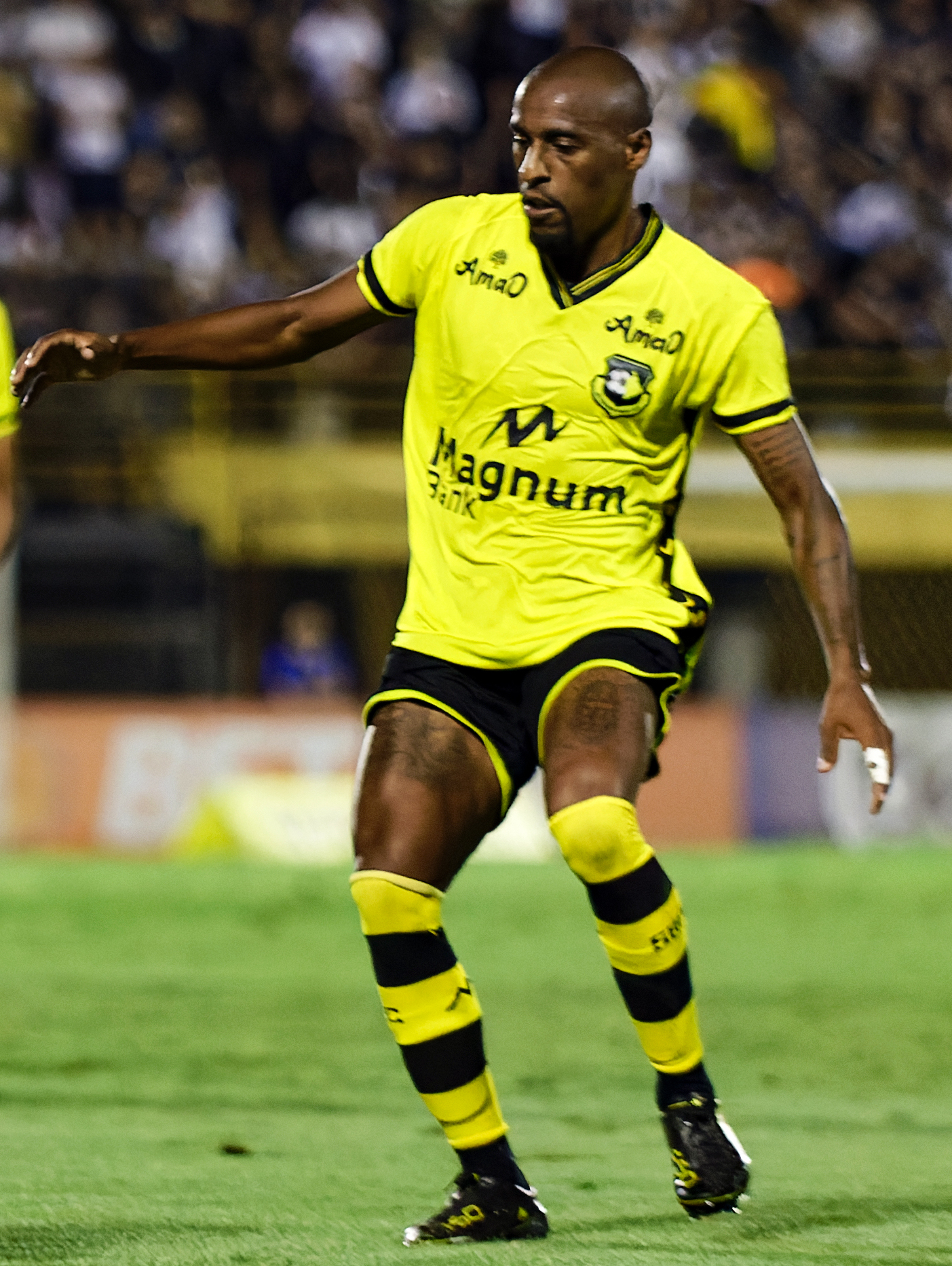
Jeferson de Araujo de Carvalho

Jeferson de Araujo de Carvalho (* 22. Juni 1996 in Campinas) ist ein brasilianischer Fußballspieler. Er gehört seit 2015 zum Kader von AA Ponte Preta und wird meist als rechter Verteidiger eingesetzt.

## Karriere
Zur Spielzeit 2015 stieg er in die erste Mannschaft von AA Ponte Preta auf. Sein Debüt für Ponte Preta gab er bereits in der Spielzeit 2014 in der Série B am 1. November 2014. Beim 1:0-Sieg gegen Sampaio Corrêa FC wurde er in der Startaufstellung berücksichtigt. Am Saisonende stieg er mit AA Ponte Preta in die Série A auf. Sein Debüt in der neuen Liga gab er am 15. November 2015 beim Spiel gegen Palmeiras São Paulo. Beim 1:0-Sieg wurde er über die gesamten 90. Minuten eingesetzt.
Sein internationales Debüt gab er am 20. August 2015 beim Spiel in der Copa Sudamericana gegen Chapecoense. Beim 1:1-Unentschieden wurde er über die gesamte Spielzeit eingesetzt.